# Майкл Константин
Майкл Константин (англ. Michael Constantine; настоящее имя Константин Иоаннидис (англ. Constantine Ioannides); 22 мая 1927, Рединг, Пенсильвания — 31 августа 2021, там же) — американский актёр, наиболее известный по роли Костаса «Гаса» Портокалоса, отца Тулы Портокалос, в романтической комедии «Моя большая греческая свадьба» (2002) и её сиквеле. Наиболее известен благодаря ролям на телевидении, в частности, Сеймура Кауфмана в сериале «Комната 222», за которую он получил в 1970 году премию «Эмми» как лучший актёр второго плана в комедийном сериале и номинацию на «Золотой глобус», а также судьи Мэттью Дж. Сироты в ситкоме «Суд Сироты» (номинация на «Золотой глобус»).

## Биография
Майкл Константин появился на свет под именем Константин Иоаннидис (греч. Κωνσταντίνος Ιωαννίδης) в Рединге, Пенсильвания, в семье Андромахи Эфстратиу (греч. Ανδρομάχη Ευστρατίου, урождённая Фотиаду греч. Φωτιάδου) и сталевара Теохариса Иоаннидиса (греч. Θεοχάρης Ιωαννίδης). Оба они были выходцами из Греции.
Константин начал карьеру на нью-йоркской сцене в середине 1950-х годов в качестве дублёра Пола Муни в спектакле «Пожнёшь бурю». Тогда же познакомился с актрисой Джулианной Маккарти, на которой он женился 5 октября 1953 года. У них родилось двое детей: Теа Эйлин и Брендан Нил. В 1972 году они развелись. Второй его женой с 1974 по 1980 годы была Кэтлин Кристофер. С 1969 по 1974 год Константин играл в сериале «Комната 222».
Его преподавателем по актёрскому мастерству был Ховард Да Силва. На Бродвее он играл характерные роли, такие как ночной сторож и зазывала в тир. С 19 октября 1959 по 1 июля 1961 года играл Анагноса в спектакле о жизни Хелен Келлер «Сотворившая чудо». В общей сложности Константин сыграл эту роль 719 раз. Сыграл Догсборо в спектакле Тони Ричардсона «Артуро Уи» с Кристофером Пламмером в главной роли. Это был его последний бродвейский спектакль. В 1959 году он появился в своём первом фильме «Последняя миля» (1959). У него была небольшая, но запоминающаяся роль второго плана в ленте Роберта Россена «Мошенник» (1961). В 1967 году он появился в первой части «Суда», двух заключительных сериях теледрамы «Беглец». Также принимал участие в сериалах «Сумеречная зона», «За гранью возможного», «Перри Мейсон», «Шоу Мэри Тайлер Мур», «Частный детектив Магнум», «Закон и порядок», «Детектив Раш» и некоторых других.
Сыграл мистера Ньюмена в боевике «Моли о смерти» (1985) и Санту-Клауса в рождественской сказке «Скакун» (1989). Также появился с Николь Кидман в драме о раке «Моя жизнь» (1993) и предстал в образе Тадзу Лемпке в экранизации Стивена Кинга «Худеющий» (1996). За роль Гаса Портокалоса в «Моей большой греческой свадьбе» (2002) он получил премию «Спутник» за лучшую мужскую роль в комедийном фильме и номинацию на премию Гильдии киноактёров США за лучший актёрский состав в игровом кино. Он вновь сыграл этого персонажа в сериале «Моя большая греческая жизнь». Среди других его ролей можно отметить Фрэнка в «Смертельном падении» (1993) и судью Вейцзела в «Присяжной» (1996).

## Смерть
Майкл Константин умер в своём доме в Рединге, штат Пенсильвания, 31 августа 2021 года в возрасте 94 лет по естественным причинам. Третья часть «Моей большой греческой свадьбы» будет посвящена его памяти.